# Rocket 88
Rocket 88 är en rhythm and blues-låt som först spelades in av Sam Phillips i rollen som tekniker och studioägare i hans studio i Memphis i Tennessee den 3 eller 5 mars 1951. Många hävdar att detta var den första rock 'n' roll-låten, bland andra Phillips själv som senare startade Sun Records.

## Originalversionen av Jackie Brenston med Ike Turner
Originalversionen av denna sång spelades in av Jackie Brenston and his Delta Cats, men detta band existerade egentligen inte. Sången komponerades av Ike Turner och hand band under repetitioner på Riverside Hotel i Clarksdale Mississippi, och spelades in av Turner och hans band Kings of Rhythm. Jackie Brenston (1930–1979), som var saxofonist i bandet, var vokalist på sången som var en hyllning till Oldsmobile-modellen Rocket 88, som hade kommit ut på marknaden 1949. Även om Brenston angavs som låtskrivare i stället för Turner var det förmodligen enbart av ekonomiska orsaker. Framgången gjorde att Brenston satsade på en solokarriär, men han fick inga ytterligare hits.
Sången var baserad på Cadillac Boogie från 1947 av Jimmy Liggins. Han var även påverkad av Pete Johnsons Rocket 88 Boogie, en instrumentallåt som spelades in på Los Angeles-skivmärket Swing Time Records 1949.  
Med utgångspunkt i jump blues och swingmusik gjorde Turner låten råare och starta med ett markant backbeat av trummisen Willie Sims, och Brenston lade sin entusiastiska sång över Turners piano och ett tenorsaxofonsolo av 17 år gamle Raymond Hill (som senare blev far till Tina Turners första barn innan hon gifte sig med Ike). Det är också första gången en distad gitarr användes på en inspelning, spelad av Willie Kizart. 
Legenden säger att det distade ljudet kom sig av att Kizarts gitarrförstärkare skadades under transporten på Highway 61 då bandet körde från Mississippi till Memphis, men att Phillips gillade ljudet och använde det.
Det var den näst största rhythm and blues-singeln 1951, och nådde förstaplatsen i juni och låg på topp i fem veckor. Detta gav Philips så mycket pengar att han kunde grunda Sun Records.
Ike Turners pianointro användes senare, not för not, av Little Richard på hans Good Golly Miss Molly.

## Bill Haleys version
Bill Haley and the Saddlemen spelade in en version av Rocket 88 den 14 juni 1951, ett par månader efter Brenstons inspelning Haley uppnådde en regional hit i nordöstra USA och det fick Haley in på det musikaliska spår som senare skulle ge honom den stora hitlåten Rock Around the Clock 1954.
De som anser att rock and roll är en fusion av country och rhythm and blues anser att det var Haley, som på den tiden var countryartist, som hade den första rock and roll-sången med denna version. Oavsett detta är Rocket 88 en prototyp for en rock 'n' roll-sång såväl i stil som i instrumentering, samt det textmässiga temat där en bil användes som metafor för sexuella och romantiska tema.